# 건 파이트
건 파이트(Gun Fight) 또는 일본 및 유럽에서의 출시명 웨스턴 건(일본어: ウエスタンガン, Western Gun)은 니시카도 도모히로가 디자인하고 일본과 유럽에서는 타이토가 발매하고 북아메리카에서는 미드웨이 게임스가 발매한, 1975년 다방향 슈팅 아케이드 게임이다. 서부 개척 시대의 카우보이 2명이 연발 권총을 무장하고 정면 결투를 벌이는 이 게임은 인간 대 인간 전투를 묘사한 최초의 비디오 게임이다. 미드웨이 버전은 마이크로프로세서를 활용한 최초의 비디오 게임이다. 이 게임의 콘셉트는 세가의 1969년 아케이드 전자기기 게임 건 파이트(Gun Fight)를 각색한 것이다.
이 게임은 전 세계적으로 상업적인 성공을 거두었다.